# 10,5 cm leichte Feldhaubitze 18
A 10,5 cm leichte Feldhaubitze 18 (rövidítve 10,5 cm le. F.H. vagy 10,5 cm le FH, magyarul 10,5 cm-es könnyű tábori tarack 18) egy német könnyű vontatott tábori tarack volt a Harmadik Birodalom hadseregében, melyet a második világháborúban is alkalmaztak.

## Történet

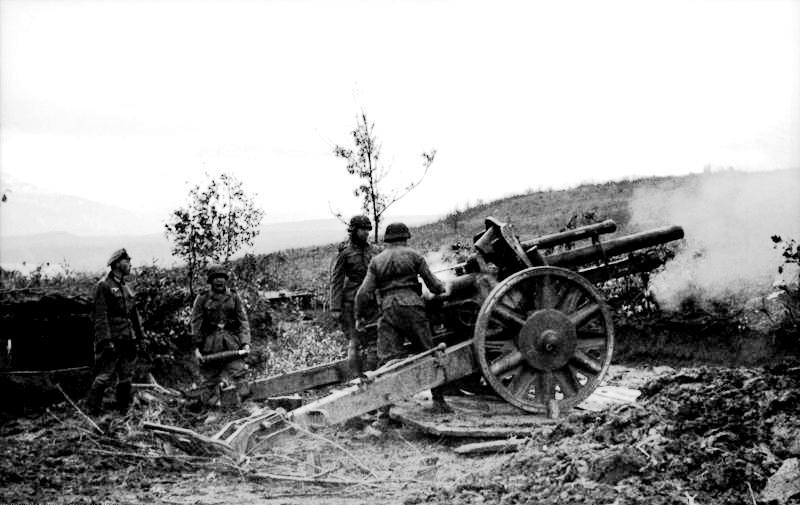
Tüzelés közben

A 10,5 cm leFH 18 egy szabványos tábori löveg volt, amit a Wehrmacht használt a második világháború alatt. A Rheinmetall tervezte és gyártotta 1929 és 1930 között, rendszeresítésre 1935-ben került. Eredetileg nem szereltek fel a típussal független hadosztályokat egészen az 1943-as sztálingrádi csatáig. 1938 előtt a leFH 18-ast exportálták a Magyar Királyságnak és Spanyolországnak. 53-at exportáltak Finnországnak, ahol 105 H 33 néven ismerték. 166-ot exportáltak Bulgáriának 1943 és 1944-ben (1944. február 1-jéig). Svédország 1939 és 1942 között 142 darabot vásárolt, melyeket Haubits m/39 jelöléssel rendszeresítettek. Az ágyúk egészen 1982-ig hadrendben maradtak.

## Leírás
Egy nehéz, egyszerű závárzattal, hidro-pneumatikus hátrasikló rendszerrel működött. A 10,5 cm leFH 18-nak fából vagy préselt lemezből készült kerekei voltak. A faküllős kerekeket csak lóvontatásnál használhatták, viszont mind a kettőnek gumiabroncsa volt. Eredetileg nem volt csőszájfék szerelve rá. 1941-ben felszerelték csőszájfékkel, hogy nagyobb lőportöltettel is tudjanak vele tüzelni. Ezzel sikerült megnövelni a lőtávolságot nagyjából 1650 méterrel. A típus új jelölése a leFH 18M lett. 1942 márciusában igény mutatkozott egy könnyebb tarackra. Ebből származott a második módosított változat, a leFH 18/40. Ez a változat magában foglalta a leFH 18M lövegcsövét és a 7,5 cm PaK 40 páncéltörő löveg lövegtalpát. Az új kialakítás megnövelte a tűzgyorsaságot, illetve a löveget is könnyebbé tette. Továbbá egy hatékonyabb csőszájféket is kapott, ami tovább csökkentette a visszarúgást. A ballisztikát tekintve a 10,5 cm leFH 18 és a leFH 18/40 azonosak. A fejlesztett típusok gyártása egészen a háború végéig tartott.

## Fordítás
- Ez a szócikk részben vagy egészben  a(z)   10.5 cm leFH 18 című angol Wikipédia-szócikk ezen változatának fordításán alapul.  Az eredeti cikk szerkesztőit annak laptörténete sorolja fel. Ez a jelzés csupán a megfogalmazás eredetét és a szerzői jogokat jelzi, nem szolgál a cikkben szereplő információk forrásmegjelöléseként.